# Visio Sancti Pauli
Die Visio Sancti Pauli (auch Paulusapokalypse oder Offenbarung des Paulus) ist eine Jenseitsvision und zählt zu den Apokryphen. Sie hatte großen Einfluss auf die Visionsliteratur des Mittelalters. Wegen des Zusammenhangs mit 2 Kor 12, 2ff. wurde sie fälschlicherweise dem Apostel Paulus zugeschrieben. Es handelt sich um eine Fälschung aus dem 3. Jahrhundert.
Die gnostische Paulusapokalypse unter den Schriften von Nag Hammadi (NHC V,2) ist nicht verwandt mit der vielfach bezeugten und überlieferten Paulusapokalypse.

## Textüberlieferung
Die ursprüngliche griechische Fassung aus der ersten Hälfte des 5. Jahrhunderts ist nicht erhalten.
Die Originalfassung wurde zunächst in zwei lateinische Versionen übersetzt:

L1, die sogenannte Langfassung, muss wohl im 5. Jahrhundert entstanden sein, erhalten sind Handschriften seit dem 8./9. Jahrhundert. L2 ist in drei Handschriften aus dem 14. und 15. Jahrhundert bekannt. Es könnte sein, dass L2 ins 12. Jahrhundert datiert.
Die volkssprachlichen Übersetzungen, die mit einer altenglischen Handschrift aus dem 10. Jahrhundert einsetzen, gehen fast ausschließlich auf die Fassung L1 zurück.

Im Bereich der Westkirche sind über 200 Handschriften in vielen Sprachen der Visio Sancti Pauli bekannt.

## Rezeption
Augustinus von Hippo verurteilte die Apokalypse des Paulus, da sie dem zweiten Korintherbrief widerspreche.
Im 12. Jahrhundert entsteht ein mittelhochdeutsches Gedicht auf Grundlage der Fassung L2.

## Inhalt
Paulus berichtet über seine Erlebnisse aus der Ich-Perspektive. Er schildert die Trennung von Leib und Seele, die Begegnung mit einem Engel und die verschiedenen Regionen des Jenseits, in denen die Seelen unter anderem Martern über sich ergehen lassen müssen. Der in der Fassung L1 beschriebene Besuch im Paradies fällt in den meisten späteren Fassungen weg, die Höllenstrafen dagegen werden ausführlich geschildert. Bemerkenswerterweise wird den armen Seelen die Sonntagsruhe gewährt, nachdem der Erzengel Michael und Paulus Gott um diese Erleichterung der Qualen gebeten haben.

## Ausgaben
- Montague Rhodes James (Hrsg.): Apocrypha anecdota. A collection of thirteen apocryphal books and fragments. (Contributions to biblical and patristic literature, texts and studies, 2/3) Bd. 1, Cambridge 1893, S. 11–42.
- Theodore Silverstein (Hrsg.): Visio Sancti Pauli. The History of the Apocalypse in Latin together with nine Texts, London 1935
- Lenka Jiroušková: Die Visio Pauli. Wege und Wandlungen einer orientalischen Apokryphe im lateinischen Mittelalter unter Einschluß der alttschechischen und deutschsprachigen Textzeugen. Brill, Leiden u. a. 2006, ISBN 90-04-15055-2, (Mittellateinische Studien und Texte, 34). Mit Edition auf Grundlage aller Textzeugen.